# Rumänischer Fußball-Supercup
Der Rumänische Fußball-Supercup (rumänisch Supercupa României) ist ein seit 1994 vom rumänischen Fußballverband (FRF) ausgerichteter Fußball-Wettbewerb zwischen dem Meister der ersten Liga und dem Sieger des Pokals. Das Spiel findet jeweils vor Beginn der neuen Saison statt. Wenn eine Mannschaft das Double aus Meisterschaft und Pokalsieg erreicht, findet der Supercup nicht statt. Hauptsächlicher Austragungsort war bis 2008 das abgerissene Lia-Manoliu-Stadion in Bukarest. Seitdem wird es in verschiedenen Städten und Stadien ausgetragen.
Aktueller Titelträger 2025 sowie mit insgesamt acht Trophäen Rekordgewinner ist der FCSB Bukarest (ehemals Steaua Bukarest).

## Die Endspiele im Überblick
| Jahr | Austragungsort                                   | Meister                           | Ergebnis                          | Pokalsieger                       |
| ---- | ------------------------------------------------ | --------------------------------- | --------------------------------- | --------------------------------- |
| 1994 | Lia-Manoliu-Stadion, Bukarest                    | Steaua Bukarest                   | 1:0 n. V.                         | Gloria Bistrița                   |
| 1995 | Regie-Stadion, Bukarest                          | Steaua Bukarest                   | 2:0                               | Petrolul Ploiești                 |
| 1996 |                                                  | Steaua Bukarest gewann das Double | Steaua Bukarest gewann das Double | Steaua Bukarest gewann das Double |
| 1997 |                                                  | Steaua Bukarest gewann das Double | Steaua Bukarest gewann das Double | Steaua Bukarest gewann das Double |
| 1998 | Lia-Manoliu-Stadion, Bukarest                    | Steaua Bukarest                   | 4:0                               | Rapid Bukarest                    |
| 1999 | Lia-Manoliu-Stadion, Bukarest                    | Rapid Bukarest                    | 5:0                               | Steaua Bukarest                   |
| 2000 |                                                  | Dinamo Bukarest gewann das Double | Dinamo Bukarest gewann das Double | Dinamo Bukarest gewann das Double |
| 2001 | Lia-Manoliu-Stadion, Bukarest                    | Steaua Bukarest                   | 2:1                               | Dinamo Bukarest                   |
| 2002 | Lia-Manoliu-Stadion, Bukarest                    | Dinamo Bukarest                   | 1:2                               | Rapid Bukarest                    |
| 2003 | Lia-Manoliu-Stadion, Bukarest                    | Rapid Bukarest                    | 1:0 n. G.G.                       | Dinamo Bukarest                   |
| 2004 |                                                  | Dinamo Bukarest gewann das Double | Dinamo Bukarest gewann das Double | Dinamo Bukarest gewann das Double |
| 2005 | Stadionul Cotroceni, Bukarest                    | Steaua Bukarest                   | 2:3                               | Dinamo Bukarest                   |
| 2006 | Lia-Manoliu-Stadion, Bukarest                    | Steaua Bukarest                   | 1:0                               | Rapid Bukarest                    |
| 2007 | Lia-Manoliu-Stadion, Bukarest                    | Dinamo Bukarest                   | 5:6 i. E. (1:1)                   | Rapid Bukarest                    |
| 2008 |                                                  | CFR Cluj gewann das Double        | CFR Cluj gewann das Double        | CFR Cluj gewann das Double        |
| 2009 | Stadionul Giulești – Valentin Stănescu, Bukarest | Unirea Urziceni                   | 2:3 i. E. (1:1)                   | CFR Cluj                          |
| 2010 | Dr.-Constantin-Rădulescu-Stadion, Cluj-Napoca    | CFR Cluj                          | 2:0 i. E. (2:2)                   | Unirea Urziceni                   |
| 2011 | Ceahlăul-Stadion, Piatra Neamț                   | Oțelul Galați                     | 1:0                               | Steaua Bukarest                   |
| 2012 | Arena Națională, Bukarest                        | CFR Cluj                          | 4:6 i. E. (2:2)                   | Dinamo Bukarest                   |
| 2013 | Arena Națională, Bukarest                        | Steaua Bukarest                   | 3:0                               | Petrolul Ploiești                 |
| 2014 | Arena Națională, Bukarest                        | Steaua Bukarest                   | 4:6 i. E. (1:1)                   | Astra Giurgiu                     |
| 2015 | Stadionul Farul, Constanța                       | Steaua Bukarest                   | 0:1                               | ASA Târgu Mureș                   |
| 2016 | Cluj Arena, Cluj-Napoca                          | Astra Giurgiu                     | 1:0                               | CFR Cluj                          |
| 2017 | Stadionul Municipal, Botoșani                    | FC Viitorul Constanța             | 0:1                               | FC Voluntari                      |
| 2018 | Stadionul Ion Oblemenco, Craiova                 | CFR Cluj                          | 1:0                               | CS Universitatea Craiova          |
| 2019 | Ilie-Oană-Stadion, Ploiești                      | CFR Cluj                          | 0:1                               | FC Viitorul Constanța             |
| 2020 | Ilie-Oană-Stadion, Ploiești                      | CFR Cluj                          | 4:1 i. E. (0:0)                   | FCSB Bukarest                     |
| 2021 | Arena Națională, Bukarest                        | CFR Cluj                          | 2:4 i. E. (0:0)                   | CS Universitatea Craiova          |
| 2022 | Stadionul Francisc von Neuman, Arad              | CFR Cluj                          | 1:2                               | Sepsi OSK Sfântu Gheorghe         |
| 2023 | Ilie-Oană-Stadion, Ploiești                      | Farul Constanța                   | 0:1                               | Sepsi OSK Sfântu Gheorghe         |
| 2024 | Stadionul Steaua, Bukarest                       | FCSB Bukarest                     | 3:0                               | Corvinul Hunedoara                |
| 2025 | Stadionul Steaua, Bukarest                       | FCSB Bukarest                     | 2:1                               | CFR Cluj                          |

### Rangliste der Sieger
| Verein                    | Titel | Jahr(e)                                        |
| ------------------------- | ----- | ---------------------------------------------- |
| FCSB Bukarest             | 8     | 1994, 1995, 1998, 2001, 2006, 2013, 2024, 2025 |
| Rapid Bukarest            | 4     | 1999, 2002, 2003, 2007                         |
| CFR Cluj                  | 4     | 2009, 2010, 2018, 2020                         |
| Dinamo Bukarest           | 2     | 2005, 2012                                     |
| Astra Giurgiu             | 2     | 2014, 2016                                     |
| Sepsi OSK Sfântu Gheorghe | 2     | 2022, 2023                                     |
| Oțelul Galați             | 1     | 2011                                           |
| ASA Târgu Mureș           | 1     | 2015                                           |
| FC Voluntari              | 1     | 2017                                           |
| FC Viitorul Constanța     | 1     | 2019                                           |
| CS Universitatea Craiova  | 1     | 2021                                           |